# Cançons Tradicionals Catalanes
Cançons Tradicionals Catalanes (Canzoni tradizionali catalane) è un album del 1991  di musica tradizionale catalana di Victoria de los Ángeles accompagnata dal pianista Geoffrey Parsons. Inciso agli Abbey Road Studios, fu originariamente realizzato dalla Collins Classics nel 1992, e successivamente dalla Brilliant Classics.
La cantante catalana, in suo disco del 1970 Songs Of Catalonia, realizzato negli USA per la Angel Records, aveva inciso una raccolta di canzoni di tre autori della Catalogna,  Eduard Toldrá, Federico Mompou e Joaquín Rodrigo, dove aveva incluso alcune canzoni tradizionali catalane.

## Tracce
1. El cant dels ocells
2. Muntanyes regalades
3. El mariner
4. El mestre
5. Mariagneta
6. Muntanyes del Canigó
7. El rossinyol
8. El bon caçador
9. La filla del marxant
10. L'hereu Riera
11. Els estudiantes de Tolosa
12. La ploma de perdiu
13. Els fadrins de Sant Boi
14. Caterina d'Alió
15. La Margarideta
16. La Mare de Déu
17. Josep i Maria
18. El noi de la mare
19. El desembre congelat
20. La dama d'Aragó
21. El testament d'Amèlia
22. La muller del gavatxot
23. La filadora
24. La presó de Lleida
25. Cançó del lladre
26. Els pobres traginers
27. La filla del carmesí
28. Els tres tambors
29. Els segadors (inno nazionale catalano)